# Orla Jørgensen
Anton Oving Orla Jørgensen (ur. 25 maja 1904 w Ordrup, zm. 29 czerwca 1947 w Gentofte) – duński kolarz szosowy, złoty medalista olimpijski.

## Kariera
Największy sukces w karierze Orla Jørgensen osiągnął w 1928 roku, kiedy wspólnie z Henrym Hansenem i Leo Nielsenem zwyciężył w indywidualnej jeździe na czas podczas igrzysk olimpijskich w Amsterdamie. Na tych samych igrzyskach w rywalizacji indywidualnej został sklasyfikowany na 25. pozycji. W 1926 roku wystartował na mistrzostwach krajów nordyckich, gdzie zdobył złoty medal w wyścigu drużynowym. W tym samym roku zdobył również brązowy medal szosowych mistrzostw Danii w wyścigu ze startu wspólnego.